# Molophilus (Molophilus) chazeaui
Molophilus (Molophilus) chazeaui is een tweevleugelige uit de familie steltmuggen (Limoniidae). De soort komt voor in het Australaziatisch gebied.